# Kanton Montrichard Val de Cher
Montrichard Val de Cher is een kanton van het Franse departement Loir-et-Cher. Het kanton maakt deel uit van de arrondissementen Blois (12) en Romorantin-Lanthenay (2)

## Gemeenten
Het kanton Montrichard omvatte tot 2014 de volgende 13 gemeenten:
- Angé
- Bourré
- Chaumont-sur-Loire
- Chissay-en-Touraine
- Faverolles-sur-Cher
- Monthou-sur-Cher
- Montrichard (hoofdplaats)
- Pontlevoy
- Rilly-sur-Loire
- Saint-Georges-sur-Cher
- Saint-Julien-de-Chédon
- Thenay
- Vallières-les-Grandes

Na de herindeling van de kantons bij decreet van 21 februari 2014,  met uitwerking op 22 maart 2015, omvatte het kanton 16 gemeenten.
Op 1 januari 2016 werden de gemeenten Bourré en Montrichard samengevoegd tot de fusiegemeente (commune nouvelle) Montrichard Val de Cher.
Op 1 januari 2019 werden de gemeenten Contres en Thenay uit dit kanton en de gemeenten Feings, Fougères-sur-Bièvre en Ouchamps uit het kanton Blois-3 samengevoegd tot de fusiegemeente (commune nouvelle) Le Controis-en-Sologne.
Sindsdien omvat het kanton Monrichard Val de Cher volgende 14 gemeenten:
- Chissay-en-Touraine
- Choussy
- Le Controis-en-Sologne (deel)
- Couddes
- Faverolles-sur-Cher
- Fresnes
- Monthou-sur-Cher
- Montrichard Val de Cher
- Oisly
- Pontlevoy
- Saint-Georges-sur-Cher
- Saint-Julien-de-Chédon
- Vallières-les-Grandes